# 須崎市立市民体育館多ノ郷体育センター
須崎市立市民体育館多ノ郷体育センター （すさきしりつしみんたいいくかんおおのごうたいいくセンター）は、高知県須崎市にある体育館である。

## 施設
- 構造
- 設備
  - 体育館面積696㎡　バレーボール2面　バドミントン・スカッシュバレー3面　バスケット1面

## 基礎データ

### 所在地等
- 須崎市赤崎町3-18
- 駐車場約30台

### 利用期間
- 8:30 - 22:00
- 休館日：12月29日～1月3日

## 交通
- JR四国土讃線「多ノ郷駅」下車徒歩5分